# Glasgow Necropolis

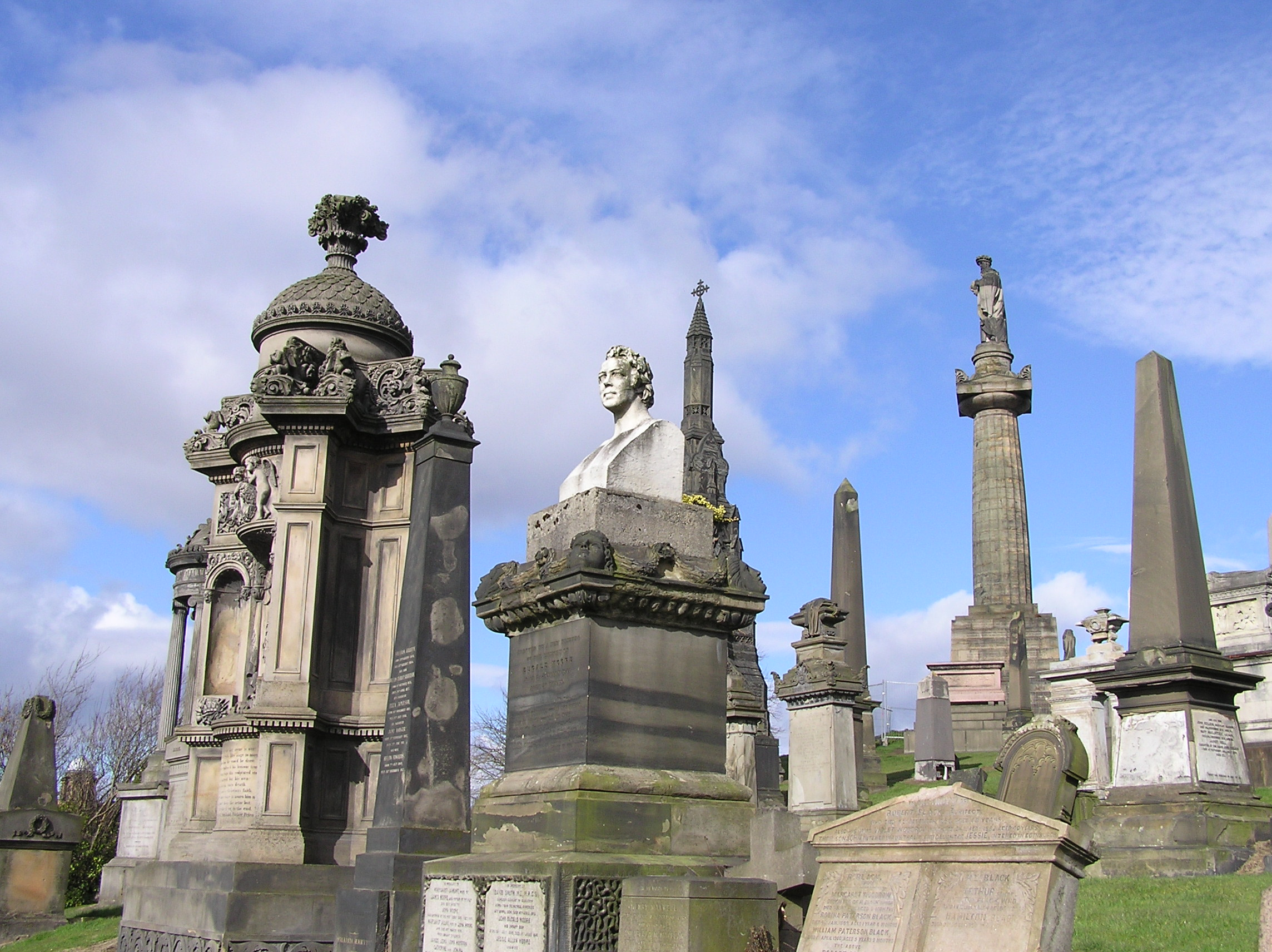
Grabmale der Glasgow Necropolis

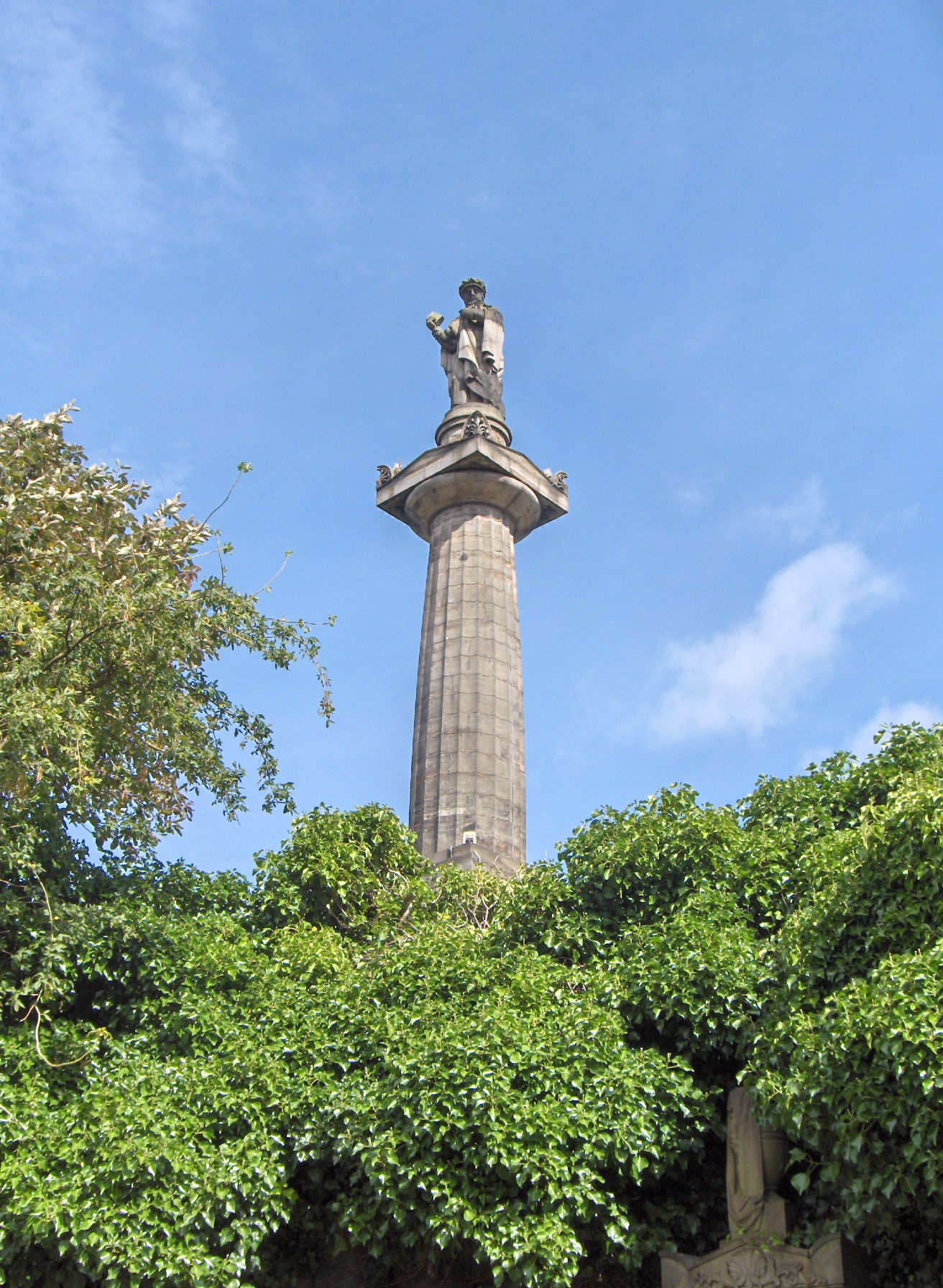
John-Knox-Denkmal

Glasgow Necropolis ist ein viktorianischer Nekropole im schottischen Glasgow. Die Nekropole sowie die Seufzerbrücke sind separat als Denkmäler der höchsten Kategorie A klassifiziert.

## Beschreibung
Das Gelände auf einem Hügel östlich der St Mungo’s Cathedral, ein Teil des ehemaligen Wester Craigs Estate, wurde 1650 von der Kaufmannsgilde Merchants House of Glasgow erworben und zunächst als Ackerland verpachtet. Da es sich dafür weniger eignete, wurde es, um 1777 zunächst mit Tannen und 1804 mit Ulmen und Weiden bepflanzt, zu einem Park. 1825 wurde auf dem Hügel ein Denkmal für John Knox errichtet: eine 17,7 Meter hohe Säule mit der 4 Meter hohen Statue des Reformators. 1831 wurde vorgeschlagen, den Park nach dem Vorbild des Pariser Friedhofs Père-Lachaise in einen Gartenfriedhof umzuwandeln. Nach einem Wettbewerb und öffentlicher Ausstellung der eingegangenen 16 Entwürfe wurde die Planung dem Landschaftsgärtner George Mylne übertragen. 1833 erwarb der Glasgower Kaufmannsverein zusätzliches Land, um als Zugang von der Kathedrale her eine Brücke über den Molindar Burn zu errichten, einen Zufluss des Clyde, der 1877 mit der Wishart Street überbaut wurde. Die feierliche Grundsteinlegung für die von David Hamilton (1768–1843) entworfene Bridge of Sighs fand am 18. Oktober 1833 statt. An die Fertigstellung 1836 erinnert eine Tafel, die heute an der Eingangsfassade für geplante, letztlich aber doch nicht ausgeführte unterirdische Grabgewölbe angebracht ist. In Anlehnung an die Seufzerbrücke in Venedig wird sie „Bridge of Sighs“ genannt.
Die erste Bestattung in der Necropolis war bereits 1832 die des Juweliers Joseph Levi im jüdischen Teil gewesen. Das erste christliche Begräbnis war 1833 das von Elizabeth Miles, der Stiefmutter von George Mylne. Durch mehrere Erweiterungen zwischen 1860 und 1893 verdoppelte der Friedhof seine ursprüngliche Größe auf nunmehr 15 Hektar. Inzwischen haben dort mindestens 50.000 Bestattungen stattgefunden. Unter den etwa 3.500 Grabmalen finden sich solche bedeutender Architekten und Bildhauer wie Alexander „Greek“ Thomson (1817–1875), David Hamilton (1768–1843), John Bryce (1805–1831) und sein Bruder David Bryce (1803–1876), Charles Rennie Mackintosh und John Thomas Rochead (1814–1878). 1966 überließ Merchants House den Friedhof der Stadt Glasgow, die seither für den Betrieb und die Instandhaltung zuständig ist.

## Beachtenswerte Grabmale und Skulpturen
Aus den vielen beachtenswerten Grabmalen und Skulpturen hier eine Auswahl:
- John Knox von William Warren und Robert Forrest, 1825
- Mrs. Lockhart, 1842
- William Motherwell, 1851
- John Henry Alexander vom Theatre Royal, 1851
- James Sheridan Knowles, 1862
- Houldsworth Mausoleum, 1854
- Charles Tennant, 1838
- Walter Macfarlane (Saracen Foundry), 1896
- Blackie publishing (Kinderbuchverlag), Familiengrab, 1910
- William McGavin von David Bryce, 1834
- Andrew McCall, 1888
- Peter Lawrence, 1840
- Margaret Montgomerie, 1856